# Metaphycus fumipennis
Metaphycus fumipennis är en stekelart som först beskrevs av Timberlake 1918.  Metaphycus fumipennis ingår i släktet Metaphycus och familjen sköldlussteklar. Inga underarter finns listade i Catalogue of Life.